# Andesreuzennachtzwaluw
De andesreuzennachtzwaluw (Nyctibius maculosus) is een vogel uit de familie Nyctibiidae (reuzennachtzwaluwen).

## Verspreiding en leefgebied
Deze soort komt voor van Venezuela tot Bolivia.